# Władysław de Bondy
Władysław de Bondy – polski urzędnik, pisarz, poeta, organizator targów.

## Życiorys
Jego żoną od 1913 była Zofia Łempicka (1893-1964). Po odzyskaniu przez Polskę niepodległości w czasie wojny polsko-bolszewickiej był sekretarzem misji specjalnej na Kaukaz Południowy w Gruzji i Azerbejdżanie. W latach 20. pełnił funkcję referenta Ministerstwie Spraw Zagranicznych.
Był literatem. W 1920 wydał zbiór poezji pt. Dni moje młode: poezje 1906-1919. W 1928 wydał publikację pt. Józef Ignacy Kraszewski: powieści historyczne
2 maja 1923 został odznaczony Krzyżem Kawalerskim Orderu Odrodzenia Polski „za ofiarną służbę państwową".
Pełnił funkcję dyrektora Targów Poznańskich i Rzemieślniczej Wystawy-Targów w Łodzi z maja 1936 oraz był organizatorem działu polskiego na Międzynarodowej Wystawy Rzemiosł w Berlinie w 1938.
Został sekretarzem zarządu Towarzystwa Polska-Finlandia, założonego w 1928 w Warszawie.